# Marsdenia oligantha
Marsdenia oligantha là một loài thực vật có hoa trong họ La bố ma. Loài này được K. Schum. mô tả khoa học đầu tiên năm 1905.